# Ixiamas
Ixiamas ist eine Landstadt im Departamento La Paz im südamerikanischen Andenstaat Bolivien.

## Lage im Nahraum
Ixiamas ist Verwaltungssitz der Provinz Abel Iturralde und zentraler Ort des Municipio Ixiamas am linken Ufer des Río Enapurera, einem linken Nebenfluss des Río Beni. Die Ortschaft liegt auf einer Höhe von 260 m im nördlichen bolivianischen Tiefland am nordöstlichen Rand des Nationalparks Madidi. Fünf Kilometer nordwestlich des Ortes liegt der See Laguna Santa Rosa.

## Geographie
Ixiamas liegt am westlichen Rand der Moxos-Ebene, mit über 100.000 km² eines der größten Feuchtgebiete der Erde; vorherrschende Vegetationsform in der Moxos-Ebene ist die tropische Savanne. Das Klima in der Region Ixiamas ist tropisch heiß und ganzjährig feucht, es kann aber im Winter auch durch den Surazo (kalter Wind aus Süden) relativ kühl werden.
Der Jahresniederschlag beträgt etwa 2.000 mm (siehe Klimadiagramm Rurrenabaque), mit Monatsniederschlägen von rund 300 mm im Januar und Februar, und von weniger als 100 mm in den Monaten August und September. Die Monatsdurchschnittstemperaturen liegen ganzjährig zwischen 23 °C und 28 °C.

## Verkehrsnetz
Ixiamas liegt in einer Entfernung von 537 Straßenkilometern nördlich von La Paz, der Hauptstadt des gleichnamigen Departamentos.
Von La Paz führt die Nationalstraße Ruta 3 über 320 Kilometer in nordöstlicher Richtung bis Yucumo, von dort die Ruta 8 über 99 Kilometer in nordwestlicher Richtung bis zu den Nachbarorten Rurrenabaque und San Buenaventura und dann die Ruta 16 über 115 Kilometer weiter nach Nordwesten bis Ixiamas. Die Fortsetzung dieser Fernstraße soll nach ihrer Fertigstellung weiter bis Cobija in die Nordwest-Ecke des bolivianischen Territoriums führen, ist jedoch zurzeit noch im Planungsstadium.
Ixiamas verfügt über eine 1.500 Meter lange Landepiste am Westrand der Ortschaft, die Straßen des Ortes sind weitgehend unbefestigt.

## Bevölkerung
Die Einwohnerzahl der Ortschaft ist in den vergangenen beiden Jahrzehnten auf das Dreifache angestiegen:
| Jahr | Einwohner | Quelle       |
| ---- | --------- | ------------ |
| 1992 | 1 256     | Volkszählung |
| 2001 | 1 733     | Volkszählung |
| 2012 | 3 968     | Volkszählung |
| 2024 |           | Volkszählung |